# Lucidota viridescens
Lucidota viridescens is een keversoort uit de familie glimwormen (Lampyridae). De wetenschappelijke naam van de soort is voor het eerst geldig gepubliceerd in 1965 door McDermott.